# Francesco Maria Farnese
Francesco Maria Farnese (né le 8 août 1619 à Parme et mort le 12 juillet 1647 à Parme) est un cardinal italien du XVIIe siècle. Il est un petit-neveu des cardinaux Alessandro Farnese, iuniore (1534) et Ranuccio Farnese (1545), le neveu du cardinal Odoardo Farnese (1591) et l'arrière-arrière-petit-fils du pape Paul III.

## Biographie
Le pape Innocent X le crée cardinal in pectore lors du consistoire du 14 novembre 1644. Sa création est publiée le 4 décembre 1645. Il meurt à 26 ans avant d'avoir reçu un titre.

### Sources
- Fiche du cardinal sur le site fiu.edu